# 称名滝
称名滝（しょうみょうだき）は、富山県中新川郡立山町にある立山連峰を源流とする滝。その落差は350mで、日本一を誇る。弥陀ヶ原台地から一気に流れ落ち、称名川となった後に常願寺川へ注ぎ込む。

## 概要
称名滝の落差は350mで、日本一とも言われる規模を誇る四段構成の滝であり、一段目（最上部）が70m、二段目58m、三段目96m、四段目が126mで、滝つぼの直径は60m、深さは約6mある。国指定の名勝および天然記念物であり、日本の滝百選、日本の音風景100選に選定されている他、日本三大名瀑に選ばれることがある。名称は、法然が滝の轟音を「南無阿弥陀仏」という称名念仏の声と聞いたことに由来すると伝えられている。

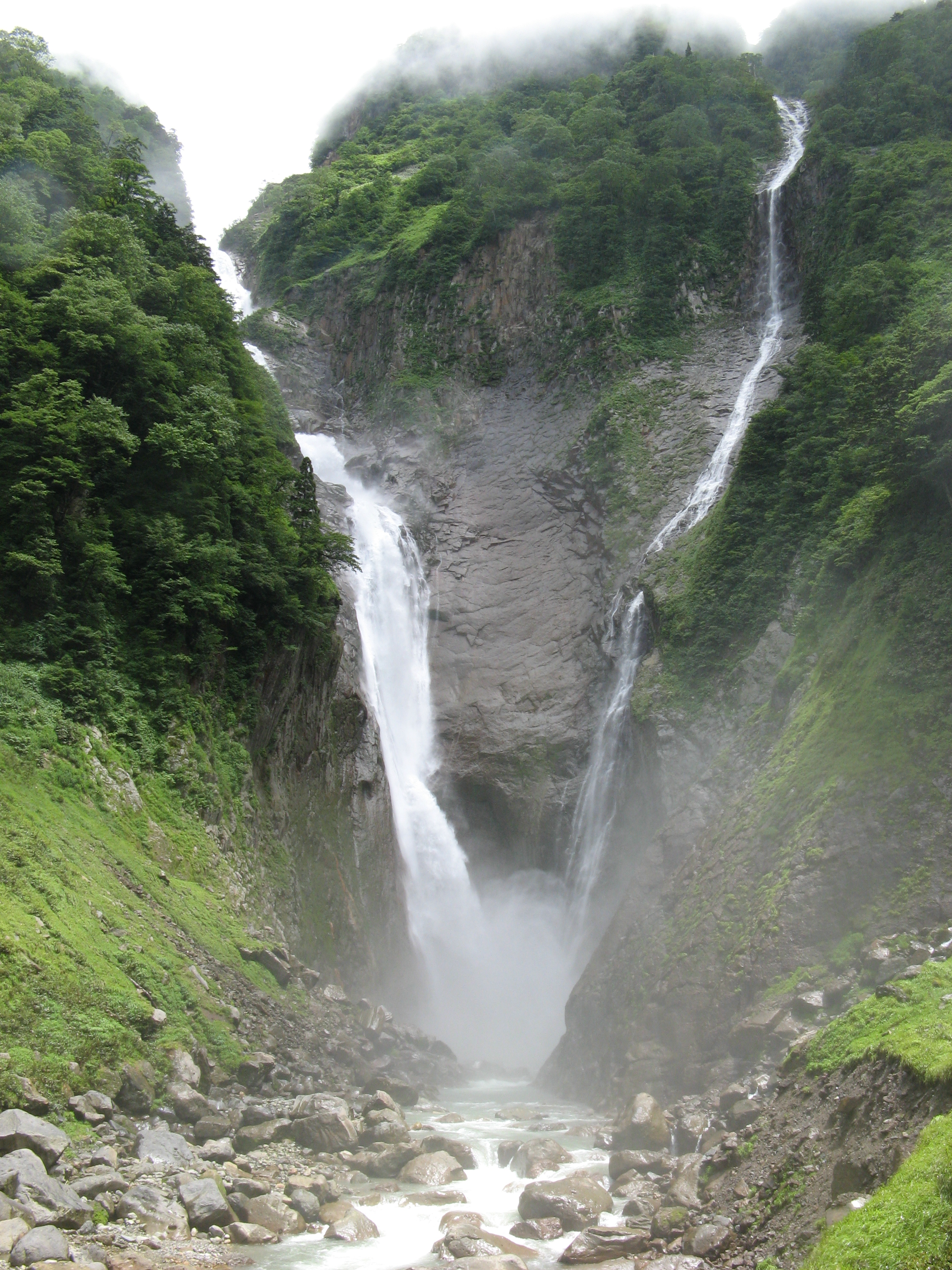
7月の称名滝と
ハンノキ滝（右）

雪解け水が多く流れ込む春などには、称名滝の右側にハンノキ滝が現れて、2つの滝が流れ落ちる。また、特に流量が増した場合には、ハンノキ滝の右側にソーメン滝も現れて、3つの滝が並んだ光景を見ることができる。ハンノキ滝の落差は497m（一般には500mとされる）で、350mの称名滝よりも大きいものの、いつも存在している滝ではないとして、日本一の落差の滝としては通常認められない。
称名滝は、10万年ほど前は、現在よりも15km下流の小見地区付近に位置していたと考えられている。その後、長い年月をかけて基岩の溶結凝灰岩を年間10cm程度ずつ削りながら、途中、悪城の壁といった急峻な地形を造りながら現在の場所まで後退してきた。
1945年（昭和20年）、戦時で電力事情が逼迫する背景の中、日本発送電が滝の中段に水力発電用取水施設を作るべく、滝の北側の崖を削る工事を行った。工事の途中に終戦を迎え、事業を引き継いだ北陸電力は工事の続行を取りやめたが、現在もなお3段目の滝つぼから水平方向に掘削した跡が残されている。
2020年（令和2年）時点で、この付近は降雪も含め年間約6000mmもの降水量による水量や、地質の関係で最下段（四段目）部分に新たな段差が出来て、滝の段差が5段になりつつあることが、立山カルデラ砂防博物館の調査でわかった。なお新たな段差ができ始めた時期は2005年（平成17年）頃とされており、今後の調査・研究により明らかにしたいとしている。
称名滝より上流には称名廊下という大峡谷がある。

## 交通アクセス

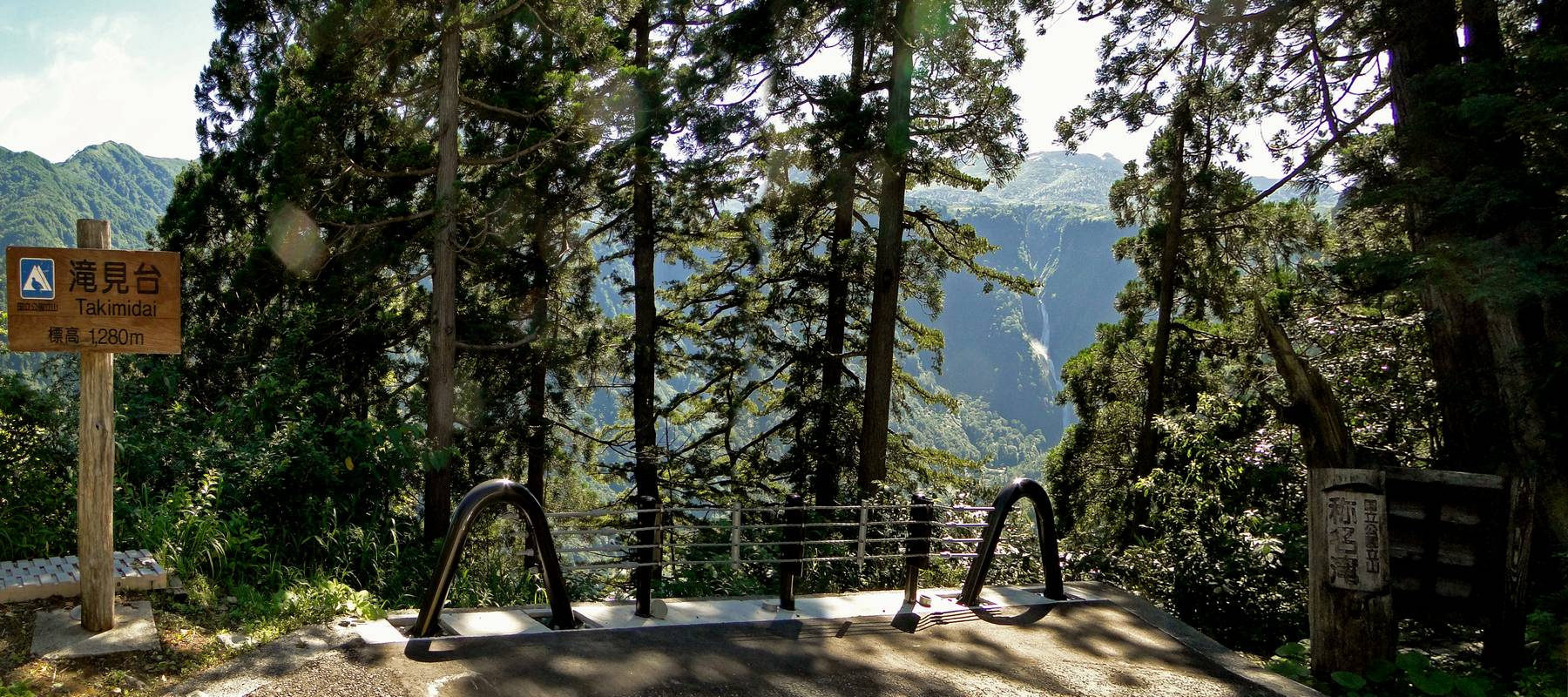
滝見台から見る称名滝（右奥）

富山県道6号富山立山公園線を立山方面へ進み、立山有料道路との分岐点から、富山県道170号弘法称名立山停車場線を進む。終点には駐車場があり、その駐車場から1.3 km, 徒歩約30分で行くことができる。また、季節によっては立山黒部貫光バス称名滝線（立山駅 - 称名滝）が運行されている。

## ドキュメンタリー
- 日本一の氷瀑に挑む「立山連峰ハンノキ滝 単独初登攀の記録」（2021年5月29日、NHK BSP）[2]